# Trachythyone crassipeda
Trachythyone crassipeda is een zeekomkommer uit de familie Cucumariidae.
De wetenschappelijke naam van de soort werd in 1961 gepubliceerd door Gustave Cherbonnier.